# Vrbaska divizija (Kraljevina Jugoslavija)
Vrbaska divizija je bila pehotna divizija Vojske Kraljevine Jugoslavije, ki je bila uničena med aprilsko vojno.
Divizijski štab je bil nastanjen v Banjaluki.

## Organizacija
1. september 1939
- štab (Banjaluka)

- 26. pehotni polk (Sisak)
- 33. pehotni polk (Banjaluka)
- 44. pehotni polk (Otočac)
- 55. pehotni polk (Bihać)
- 9. samostojni artilerijski divizion (Banjaluka)
- 25. artilerijski polk (Petrinja)